# Зорянська сільська рада (Межівський район)
Зорянська сільська рада — колишній орган місцевого самоврядування у Межівському районі Дніпропетровської області. Адміністративний центр — село Зоряне.

## Загальні відомості
- Населення ради: 1915 осіб (станом на 2001 рік)

## Населені пункти
Сільській раді були підпорядковані населені пункти:
- с. Зоряне
- с. Крутоярівка
- с. Мала Покровка
- с. Малієве
- с. Маліївське
- с. Миронове
- с. Зелене
- с. Полтавське

## Склад ради
Рада складалася з 16 депутатів та голови.
- Голова ради: Довгоспиний Микола Іванович
- Секретар ради: Воронова Ольга Олександрівна

### Керівний склад попередніх скликань
| ПІБ                         | Основні відомості                                                         | Дата обрання | Дата звільнення |
| --------------------------- | ------------------------------------------------------------------------- | ------------ | --------------- |
| Довгоспиний Микола Іванович | Сільський голова, 1954 року народження, безпартійний                      | 26.03.2006   | 31.10.2010      |
| Довгоспиний Микола Іванович | Сільський голова, 1954 року народження, освіта вища, член Партії регіонів | 31.10.2010   |                 |

Примітка: таблиця складена за даними джерела

### Депутати
За результатами місцевих виборів 2010 року депутатами ради стали:

#### За суб'єктами висування
| Суб'єкт висування                                       | Кількість обраних депутатів | %    |
| ------------------------------------------------------- | --------------------------- | ---- |
| Партія регіонів                                         | 9                           | 56,3 |
| Комуністична партія України                             | 2                           | 12,5 |
| Політична партія «Сильна Україна»                       | 2                           | 12,5 |
| Народна Партія                                          | 1                           | 6,3  |
| Політична партія Всеукраїнське об'єднання «Батьківщина» | 1                           | 6,3  |
| Самовисування                                           | 1                           | 6,3  |

#### За округами
| № округу                                                | Прізвище, ім'я, по батькові    | Дата визнання обраним | Освіта                  | Партійна приналежність                        | Відомості про обраного депутата                                         |
| ------------------------------------------------------- | ------------------------------ | --------------------- | ----------------------- | --------------------------------------------- | ----------------------------------------------------------------------- |
| Комуністична партія України                             |                                |                       |                         |                                               |                                                                         |
| 5                                                       | Воронова Ольга Олександрівна   | 01.11.2010            | Освіта вища             | позапартійна                                  | Зорянська загальноосвітня школа, вчитель української мови та літератури |
| 9                                                       | Сєдова Лідія Павлівна          | 01.11.2010            | Освіта вища             | позапартійна                                  | Зорянська загальноосвітня школа, заступник директора                    |
| Народна Партія                                          |                                |                       |                         |                                               |                                                                         |
| 6                                                       | Максимова Ольга Миколаївна     | 01.11.2010            | Освіта незакінчена вища | член Народної партії                          | дошкільний навчальний заклад «Зернятко», вихователь                     |
| Партія регіонів                                         |                                |                       |                         |                                               |                                                                         |
| 1                                                       | Подкользін Віталій Олексійович | 01.11.2010            | Освіта середня          | член Партії регіонів                          | ТОВ «АФ ім. Петровського», завідувач мех.комплекса                      |
| 2                                                       | Москаленко Олена Олександрівна | 01.11.2010            | Освіта середня          | член Партії регіонів                          | Зорянська сільська рада, начальник ВОС                                  |
| 3                                                       | Гриженко Володимир Іванович    | 01.11.2010            | Освіта вища             | член Партії регіонів                          | одноосібник                                                             |
| 4                                                       | Алтухова Марина Григорівна     | 01.11.2010            | Освіта вища             | член Партії регіонів                          | Зорянська сільська рада, завідувачка бібліотеки                         |
| 10                                                      | Кофлик Світлана Володимирівна  | 01.11.2010            | Освіта вища             | член Партії регіонів                          | Маліївський навчально-виховний комплекс, вчитель                        |
| 11                                                      | Дудко Ольга Василівна          | 01.11.2010            | Освіта середня          | член Партії регіонів                          | Маліївський навчально-виховний комплекс, вихователь                     |
| 12                                                      | Яковенко Микола Станіславович  | 01.11.2010            | Освіта вища             | член Партії регіонів                          | ТОВ «АФ ім. Петровського», агроном                                      |
| 13                                                      | Положевець Іван Адамович       | 01.11.2010            | Освіта середня          | член Партії регіонів                          | одноосібник                                                             |
| 15                                                      | Горецький Петро Миколайович    | 01.11.2010            | Освіта середня          | член Партії регіонів                          | тимчасово не працює                                                     |
| Політична партія Всеукраїнське об'єднання «Батьківщина» |                                |                       |                         |                                               |                                                                         |
| 7                                                       | Черкун Антоніна Анатоліївна    | 01.11.2010            | Освіта вища             | член Всеукраїнського об'єднання «Батьківщина» | Зорянська загальноосвітня школа, вчитель                                |
| Політична партія «Сильна Україна»                       |                                |                       |                         |                                               |                                                                         |
| 8                                                       | Кривонос Василь Володимирович  | 01.11.2010            | Освіта вища             | член Політичної партії «Сильна Україна»       | Зорянська загальноосвітня школа, директор                               |
| 14                                                      | Давидюк Людмила Анатоліївна    | 01.11.2010            | Освіта середня          | член Політичної партії «Сильна Україна»       | приватний підприємець «Іванченко», продавець                            |
| Самовисування                                           |                                |                       |                         |                                               |                                                                         |
| 16                                                      | Колінько Микола Миколайович    | 01.11.2010            | Освіта вища             | позапартійний                                 | Новогригорівська загальноосвітня школа, вчитель                         |